# Норвежский лес
«Норвежский лес» (яп. ノルウェイの森 Норувэй но мори) — роман 1987 года японского писателя Харуки Мураками. Название романа — устоявшийся перевод на японский названия песни The Beatles Norwegian Wood.
Мураками отрицает, что роман автобиографичен: «Просто я отношусь к такому типу людей, которые ничего не могут понять, пока не попробуют записать это на бумаге».

## Сюжет
Действие происходит в Токио 1960-х годов, когда японские студенты вместе со студентами всего мира протестовали против установившегося порядка. Мураками занимают потери, которые каждый человек несёт с ходом жизни. Главный герой и рассказчик — Тоору Ватанабэ, который вспоминает свои былые дни в качестве студента одного из токийских колледжей. Посредством его воспоминаний читатель знакомится с развитием его отношений с двумя совершенно разными девушками — прекрасной, но психологически травмированной Наоко, и эмоциональной, живой Мидори.
В начале книги 37-летний Ватанабэ только что приехал в Гамбург. Он слышит оркестровую версию песни The Beatles «Norwegian Wood (This Bird Has Flown)», и внезапно его переполняют воспоминания, ностальгия. Мысленно он возвращается в 1960-е, когда многие события изменили его жизнь.
Ватанабэ со своим школьным товарищем Кидзуки и его подругой Наоко — лучшие друзья. Кидзуки и Наоко — единомышленники, крепко дружат, и Тоору приятно чувствовать себя «членом банды». Но эта дружеская идиллия была прервана неожиданным самоубийством Кидзуки, когда ему было всего 17. Смерть Кидзуки глубоко ранит обоих оставшихся друзей, Ватанабэ чувствует дыхание смерти, куда бы он ни пошёл, а Наоко кажется, что какая-то неотъемлемая часть её самой невозвратимо исчезла. Наоко и Ватанабэ проводят все больше времени вместе, стараясь поддержать друг друга. В ночь, когда Наоко должно исполниться 20 лет, Наоко особенно чувствительна, и они занимаются сексом, Наоко оказывается девственницей.
Ватанабэ вскоре понимает, что любит Наоко. Но для Наоко это не совсем любовь. Её любовью был Кидзуки, а отношения с Ватанабэ — скорее привязанность. Она привыкла к Ватанабэ и его письмам и это единственная ниточка, соединяющая Наоко с окружающим миром. Но любовью это не назовешь, да и Наоко не может быть с Ватанабэ — у неё слишком много психологических и физиологических проблем. После Наоко шлёт Ватанабэ письмо, в котором пишет, что ей необходимо восстановить свои силы, и она на некоторое время уезжает в клинику для лечения. Расцвет их отношений протекает на фоне общественных беспорядков. Студенты университета Ватанабэ бастуют, они на грани революции, но Ватанабэ не участвует в этом движении — он не от мира сего и не ощущает единения с бастующими. Единственным его другом является Нагасава, студент элитного Токийского университета, на 2 курса старше, второй студент, помимо Ватанабэ, читавший «Великого Гэтсби».
В итоге все забастовки оканчиваются ничем. Ватанабэ живёт письмами к Наоко — так продолжается их роман.
Вскоре Ватанабэ знакомится со своей однокурсницей по урокам театральной драматургии, Мидори Кобаяси. Она противоположность Наоко — оживлённая, весёлая, самоуверенная. Несмотря на свои чувства к Наоко, он увлекается и Мидори. Она настолько притягивает Ватанабэ, что их отношения развиваются во что-то большее. Параллельно Ватанабэ участвует в походах с Нагасавой по девочкам, знакомясь с ними в барах и забывая их на следующий день.
Ватанабэ посещает Наоко в клинике рядом с Киото. Там он знакомится с Исидой Рэйко, другой пациенткой клиники, лежащей с Наоко. Рэйко и Наоко откровенничают с Ватанабэ, вспоминая прошлое. Наоко рассказывает о внезапной смерти своей старшей сестры, которая произошла несколько лет назад.
Вернувшись в Токио, Ватанабэ пишет Рэйко письмо с просьбой о совете. Он не знает, кто ему ближе — Наоко или Мидори. Он не хочет ранить и без того чувствительную Наоко, но и не хочет потерять Мидори. Рэйко советует остаться с Мидори и посмотреть, что выйдет из этих отношений.
Позже до Ватанабэ доходит новость о внезапной смерти Наоко. В печали и недоумении он путешествует по Японии, а Мидори, не знавшая о произошедшем, пытается узнать, что случилось у Ватанабэ. Через месяц он возвращается в Токио, где встречается с Рэйко. Ватанабэ понимает, что Мидори — самая важная личность в его жизни. Он звонит Мидори, чтобы признаться в любви.

## Герои
- Тоору Ватанабэ — главный герой романа, от лица которого ведётся повествование. Принадлежащий к среднему классу студент колледжа в Токио, изучающий драму, сам не зная, почему он выбрал эту специализацию. Лучший друг Кидзуки, развивает отношения с Наоко, а позже с Мидори.
- Наоко — девушка Кидзуки, её легко эмоционально ранить, но она дружит с Ватанабэ после смерти Кидзуки. Самоубийство её сестры, так же как и смерть Кидзуки, очень сильно отразились на её эмоциональной стабильности. Предположительно (в книге не уточняется, но можно понять по наличию хронических слуховых галлюцинаций) страдает от шизофрении.
- Исида Рэйко — одна из главных второстепенных героинь книги, женщина тридцати восьми лет, в прошлом отличный музыкант и преподавательница, в настоящем — пациентка закрытой отдалённой клиники «Амире», соседка Наоко по комнате.
- Мидори Кобаяси — студентка колледжа в Токио, дочь владельца книжной лавки, подруга Ватанабэ.
- Нагасава — студент кафедры юриспруденции Токийского университета, собирающийся стать дипломатом и не знающий отказа как у женщин, так и у администрации и вообще всего своего окружения. Тоже читал «Великого Гэтсби», сделав для Скотта Фитцджеральда скидку в своих принципах не читать авторов, умерших менее 30 лет назад.
- Кидзуки — общий друг Тоору и Наоко, чья смерть стала переломным моментом в их жизнях.

## Экранизация
Роман экранизировал в 2010 году французский режиссёр вьетнамского происхождения Чан Ань Хунг. В главных ролях — Кэнъити Мацуяма, Ринко Кикути, Кико Мидзухара. Музыку написал Джонни Гринвуд из группы Radiohead. Премьера состоялась в конкурсной программе 67-го Венецианского кинофестиваля. В России «Норвежский лес» шёл в ограниченном прокате с 16 декабря 2010 года. Лидия Маслова («Коммерсантъ») отметила сложность экранизации текста Мураками:
Герои, переживающие мучительный период взросления и занятые постоянной интроспекцией и самоанализом, очень мало говорят вслух, а на бумаге отражены преимущественно их мысли и переживания. Содержанием этой пораженческой книги о безответной, никому не нужной любви, приводящей человека к саморазрушению, является внутреннее состояние довольно несчастных людей, пытающихся, большей частью безуспешно, преодолеть внутренний дискомфорт и найти хоть какое-то утешение.

## Цензура и запреты
В 2024 году, в рамках анти-ЛГБТ-компании в ходе вторжения в Украину и реализации закона о запрете «ЛГБТ-пропаганды», Роскомнадзор и Правительство России внесли «Норвежский лес» в список 252 запрещённых на территории страны книг как «пропагандирующую нетрадиционные отношения».